# Banatski Monoštor, Banatul de Nord
Banatski Monoštor (în maghiară Kanizsamonostor, în română Canicea Mănăștur) este o localitate în Districtul Banatul de Nord, Voivodina, Serbia.
Marea majoritate a locuitorilor (94% în 2002) este alcătuită din maghiari din Serbia.